# Solana (Álava)
Solana es un despoblado que actualmente forma parte de la localidad de Nuvilla, que está situado en el municipio de Ribera Alta, en la provincia de Álava, País Vasco (España).

## Historia
A mediados del siglo XIX consta que formaba parte de Nuvilla.